# Borosferene
Il borosferene è una struttura sferica cava costituita da 40 atomi di boro, analoga ai fullereni che sono strutture di carbonio. È stata creata nel 2014 tra i ricercatori della Brown University e delle Università cinesi di Shanxi e di Tsinghua.
L'articolo correlato viene pubblicato su Nature Chemistry.